# Libnotes taficola
Libnotes taficola är en tvåvingeart som först beskrevs av Alexander 1948.  Libnotes taficola ingår i släktet Libnotes och familjen småharkrankar. Inga underarter finns listade i Catalogue of Life.